# Jan Sprünken
Jan Sprünken (* 5. November 1976 in Münster) ist ein ehemaliger deutscher Basketballspieler. Der 1,93 Meter Shooting Guard absolvierte 73 Partien in der Basketball-Bundesliga, seine Stärke war der Distanzwurf.

## Karriere
Sprünken erlernte das Basketballspielen in seiner Heimatstadt Münster und spielte für den örtlichen UBC. 1996/97 gehörte er zur Mannschaft der TG Schwelm in der 1. Regionalliga. In der Saison 1997/98 spielte er für den VfL Bochum in der 2. Bundesliga, anschließend zwei Jahre beim Ligakonkurrenten TSV Quakenbrück. In Schwelm, Bochum und Quakenbrück war jeweils Toni Bevanda sein Trainer.
2000 schaffte Sprünken den Sprung in die erste Liga: Er spielte in der Saison 2000/01 für die Telekom Baskets Bonn, wurde mit der Mannschaft in der deutschen Meisterschaft Zweiter, war jedoch nur Ergänzungsspieler. 2001 kam der Wechsel zur TG Schwelm in die zweite Liga. 2004 war er als Leistungsträger am Bundesliga-Aufstieg der Schwelmer beteiligt und war in Schwelms Bundesliga-Saison 2004/05 ebenfalls ein wichtiges Kadermitglied, stieg mit der Mannschaft jedoch wieder aus der Bundesliga ab.
2005 wurde er von Ratiopharm Ulm verpflichtet: Mit dem Verein stieg er in seiner ersten Saison in die Bundesliga auf und spielte anschließend noch zwei Jahre für die Ulmer in der höchsten deutschen Klasse. 2008 kehrte Sprünken zu seinen Wurzeln zurück und schloss sich dem UBC Münster an, mit dem er anschließend von der zweiten in die erste Regionalliga aufstieg. Nach zwei Jahren beim UBC nahm er 2010 das Angebot des BSV Wulfen an, den er mit seiner Erfahrung und seinen Qualitäten als Werfer in der Regionalliga verstärkte. Im Rahmen eines Auslandssemesters zog es Sprünken 2011 nach Peru, wo er für PUCP Lima spielte.